# Klatrátový hydrát

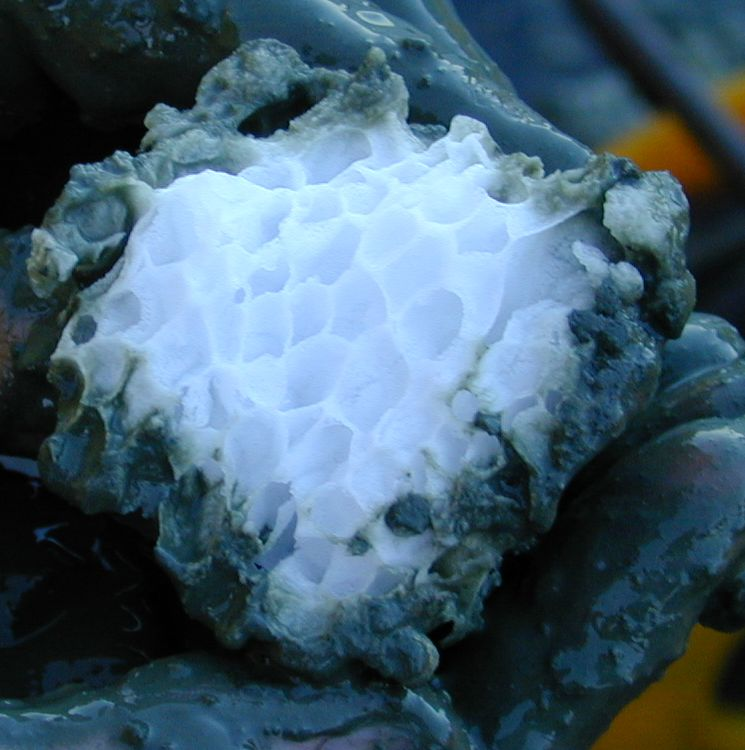
Blok klatrátu metanu v sedimentu hydrátového hřebene u Oregonu, USA

Klatrátové hydráty nebo hydráty plynů jsou krystalické pevné látky fyzicky připomínající led. Od ledu se liší tím, že jsou v nich zachyceny malé nepolární molekuly (typicky plyny) nebo polární molekuly s velkými hydrofobními funkčními skupinami, kolem nichž se vytvoří „klece“ z molekul vody vázaných vodíkovými můstky. Klatrátové hydráty jsou tedy klatrátové sloučeniny, ve kterých hostitelskou molekulou je voda v tuhém skupenství a hostující molekulou je typicky plynná nebo kapalná látka. Bez podpory zachycených molekul by se struktura matrice klatrátových hydrátů zhroutila do konvenční struktury ledových krystalů nebo kapalné vody. Při vhodných teplotách a tlacích tvoří klatráty většina plynů s nízkou molekulovou hmotností, včetně O2, H2, N2, CO2, CH4, Ar, Kr a Xe, a některé vyšší uhlovodíky a freony. Klatrátové hydráty nejsou chemickými sloučeninami, protože "uvězněné" hostující molekuly nejsou chemicky vázány na hostitelskou matrici. Klatrátové hydráty se tvoří a rozkládají při fázovém přechodu prvního řádu, nikoli chemickou reakcí. Detailní mechanismy jejich tvorby a rozkladu na molekulární úrovni nejsou dosud dobře pochopeny. Klatrátový hydrát poprvé zdokumentoval v roce 1811 sir Humphry Davy, který zjistil jednak, že led obsahující chlór taje při výrazně vyšší teplotě než čistý led, a jednak, že za vhodné teploty a tlaku tvoří voda trojrozměrnou matrici, ve které se zachytávají molekuly metanu - klatrátový hydrát metanu.

## Struktura

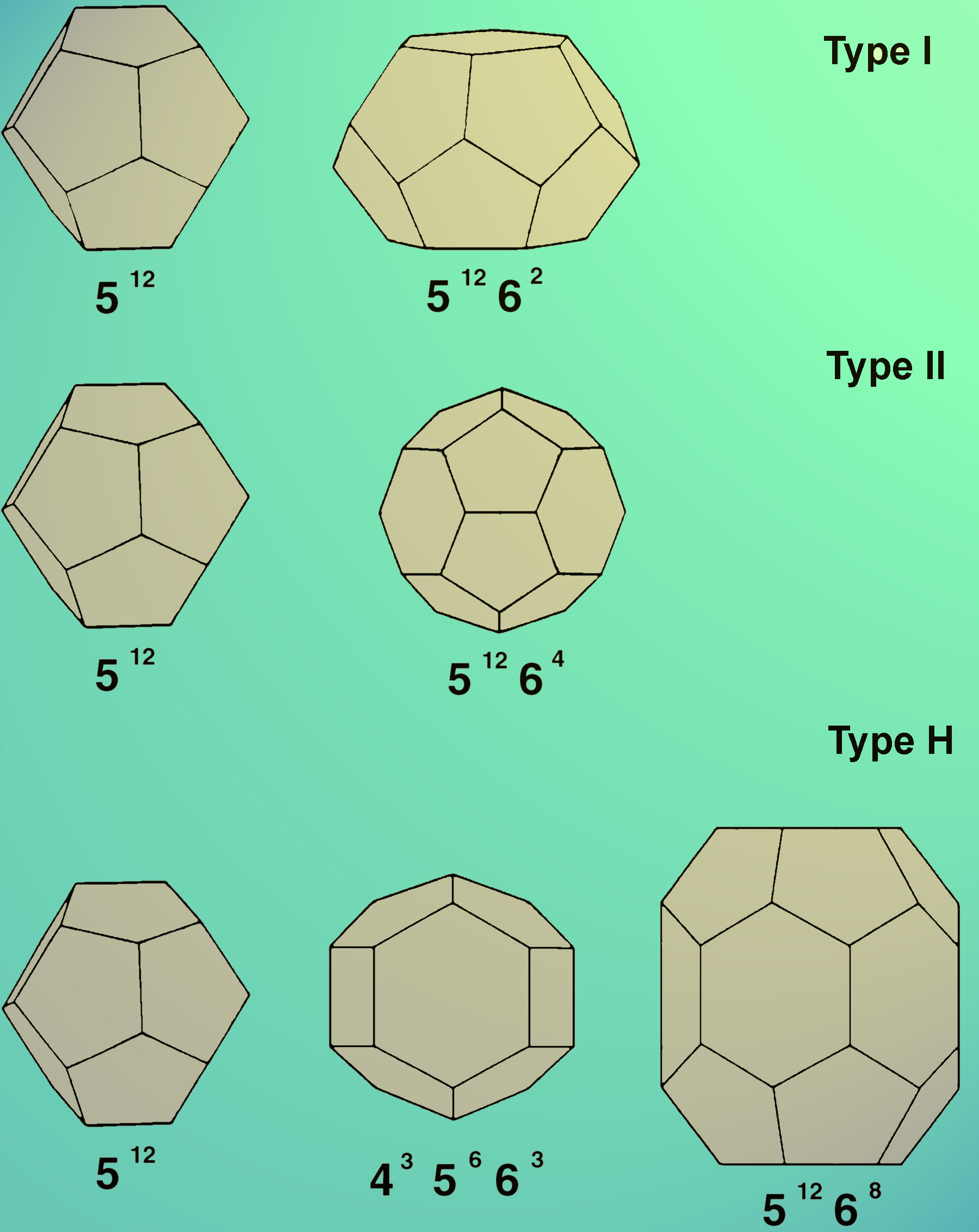
Tvary klecí pro hydráty různých plynů (čísla v exponentu udávají počet jednotlivých n-úhelníků v dané kleci)

Hydráty plynu obvykle tvoří dvě krystalografické kubické struktury: strukturu typu I (značenou sI) a strukturu typu II (značenou sII ). Vyskytuje se i třetí, šestiúhelníková struktura typu H (sH). Typ struktury je dán velikostí molekul zachyceného plynu.
Elementární buňku typu I tvoří 46 molekul vody, uspořádaných do dvou typů klecí – malé a velké. Základní buňka obsahuje dvě malé klece a šest velkých. Na jednu molekulu plynu připadá 5,75 molekul vody (na 8 molekul zachyceného plynu připadá 46 molekuly vody v matrici, neboli 4:23). Malá klec má tvar dvanáctistěnu složeného z pětiúhelníků (512) (nejde o pravidelný dvanáctistěn) a velká čtrnáctistěnu složeného ze dvanácti pětiúhelníků a dvou šestiúhelníků (512 62). Typickými hostitelskými molekulami tvořícími hydráty typu I jsou CO2 v hydrátu oxidu uhličitého a CH4 v hydrátu metanu.
Elementářní buňku typu II tvoří 136 molekul vody a dva typy klecí – malé a velké. V základní buňce je šestnáct malých klecí a osm velkých. Na jednu molekulu plynu připadá 52⁄3 molekuly vody (3:17). Malá klec má opět tvar pětibokého dvanáctistěnu (512), ale velká je šestnáctistěn (512 64). Hydráty typu II obsahují plyny jako O2 a N2.
Základní buňka typu H se skládá ze 34 molekul vody, které tvoří tři typy klecí – dvě malé různého typu a jednu „obrovskou“. V tomto případě se základní buňka skládá ze tří malých klecí typu 512, dvou malých klecí typu 43 56 63 a jedné obrovské klece typu 512 68. Poměr molekul vody a plynu je 3:17. Tvorba klatrátů typu H vyžaduje spolupráci dvou hostujících plynů (jednoho s velkými molekulami a druhého s malými), aby matrice byla stabilní. V obrovské kleci mohou být zachyceny uhlovodíky s delším řetězcem (např. butan) pouze v případě, že pomocné plyny s menšími molekulami vyplňují ostatní dutiny.